# فلنجر دبي سولاوسي
فلنجر دُبّيّ  سولاوسي (الاسم العلمي Ailurops ursinus)، نوع من الفلنجر الدُبّيّ قده قد السنور لكنه مكردم الشكل. موطنه سولاوسي. يتميز بغلاظة الرأس الذي يشبه رأس الدب. ثوبه إلى الربدة السمراء السوية، بطنه إلى الغبرة.

## معرض صور

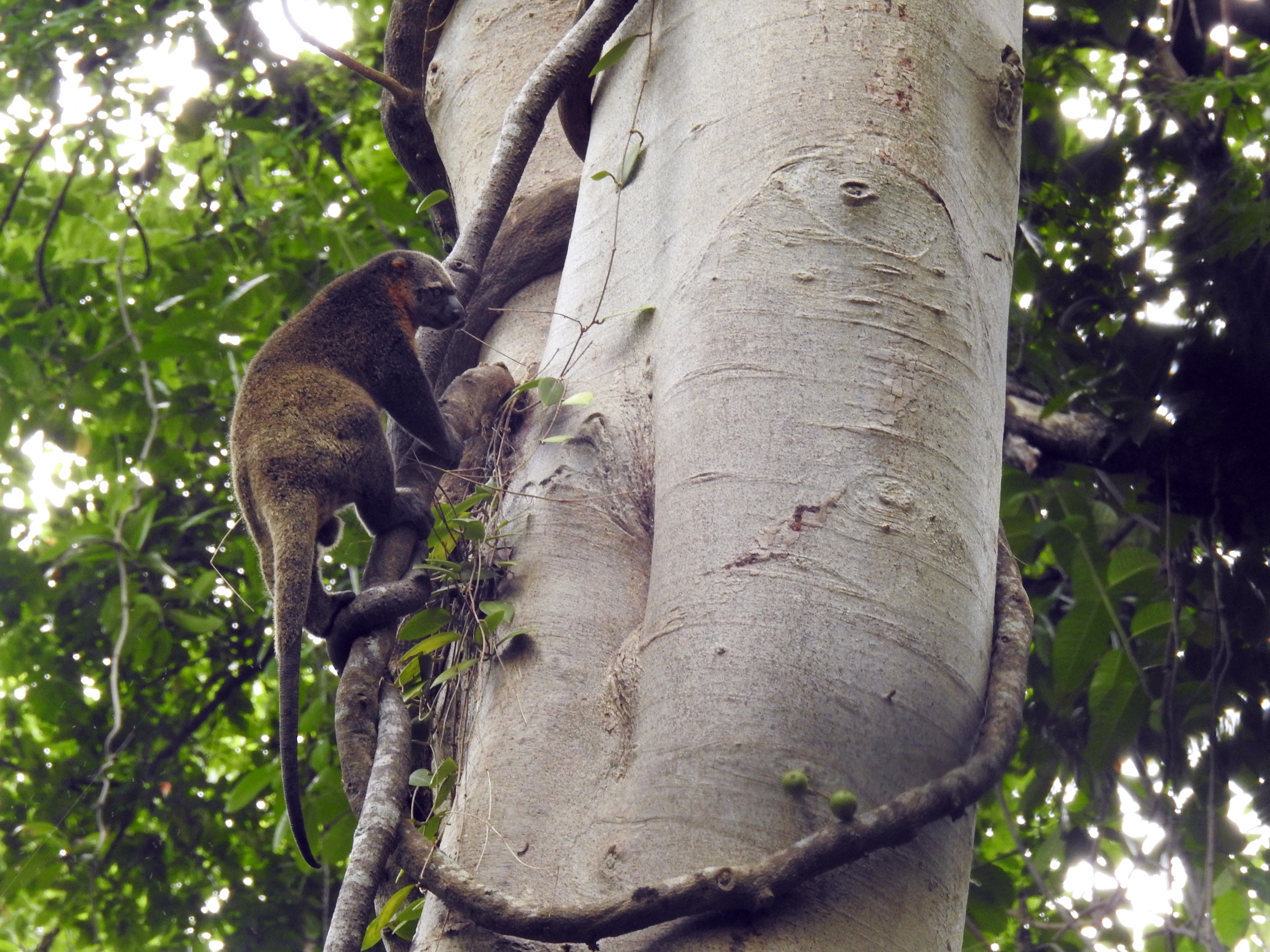
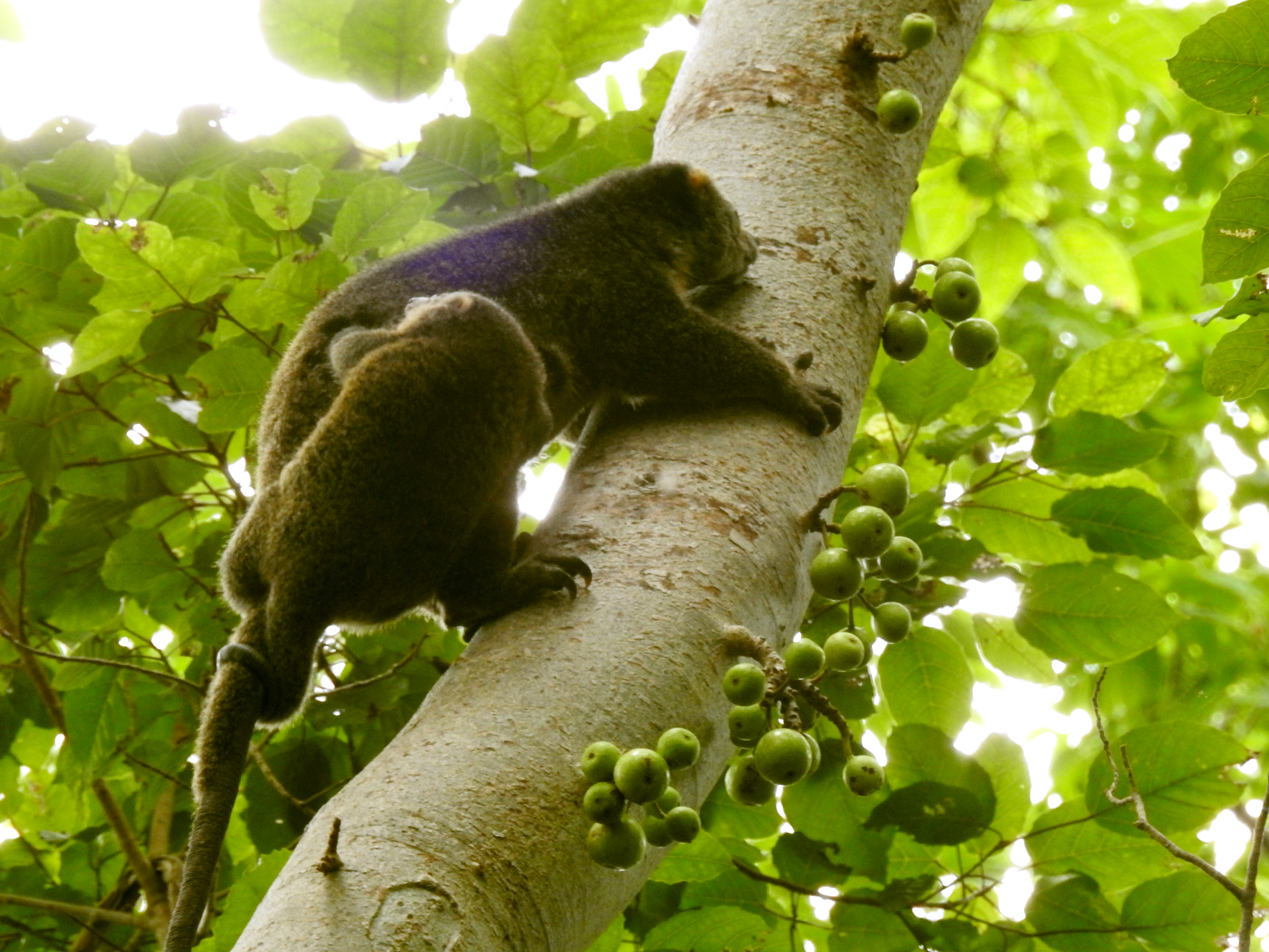
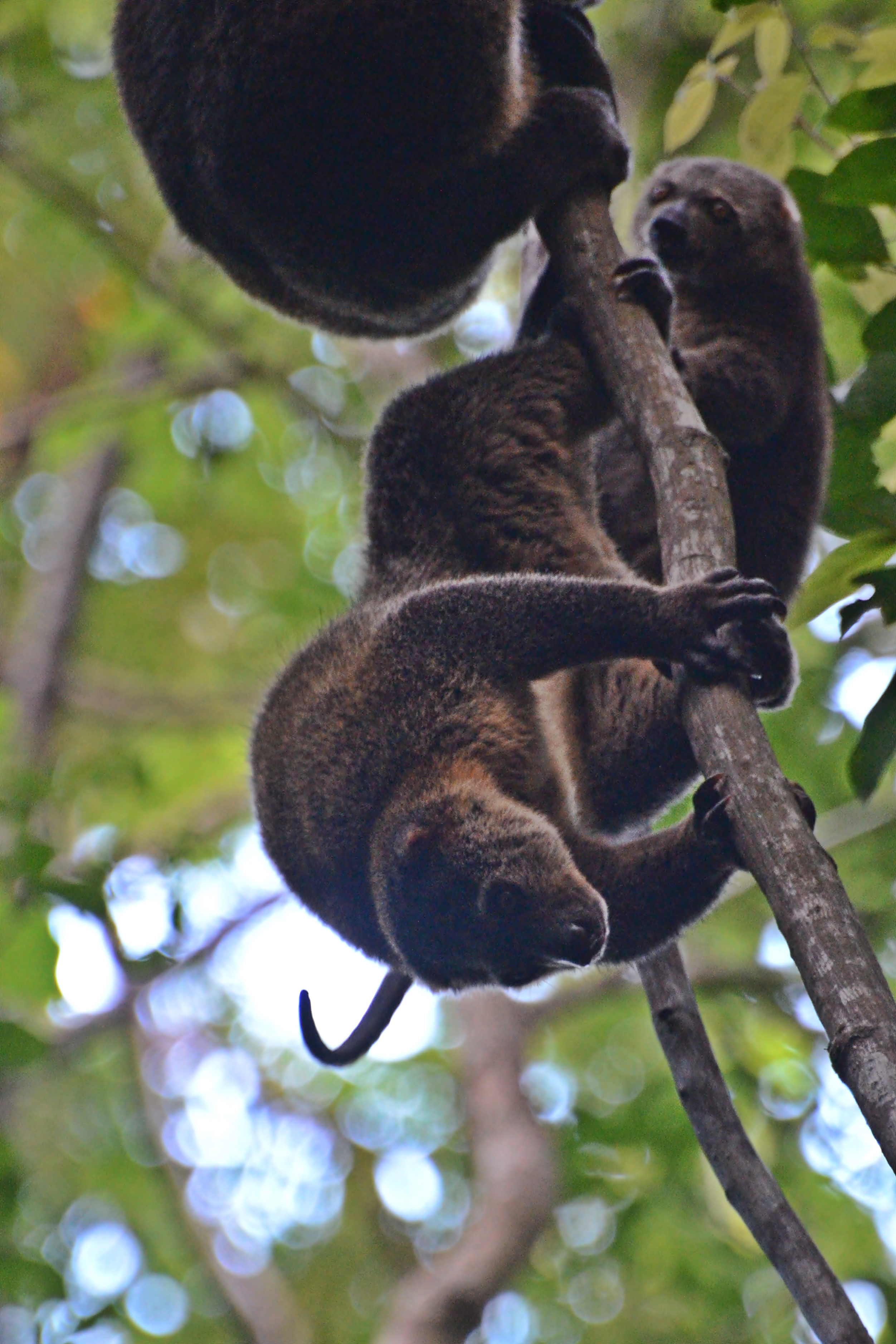
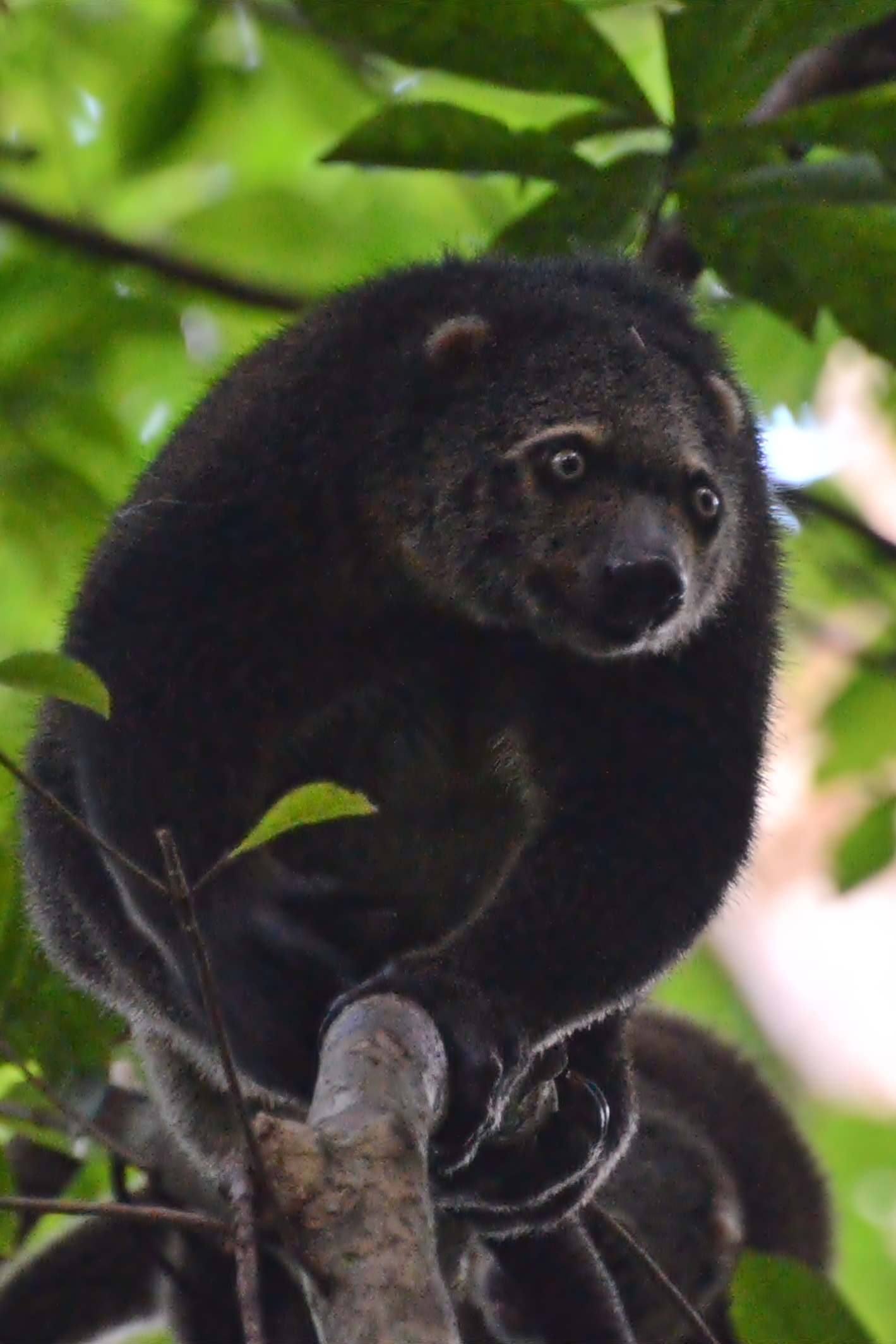